# 新開発銀行

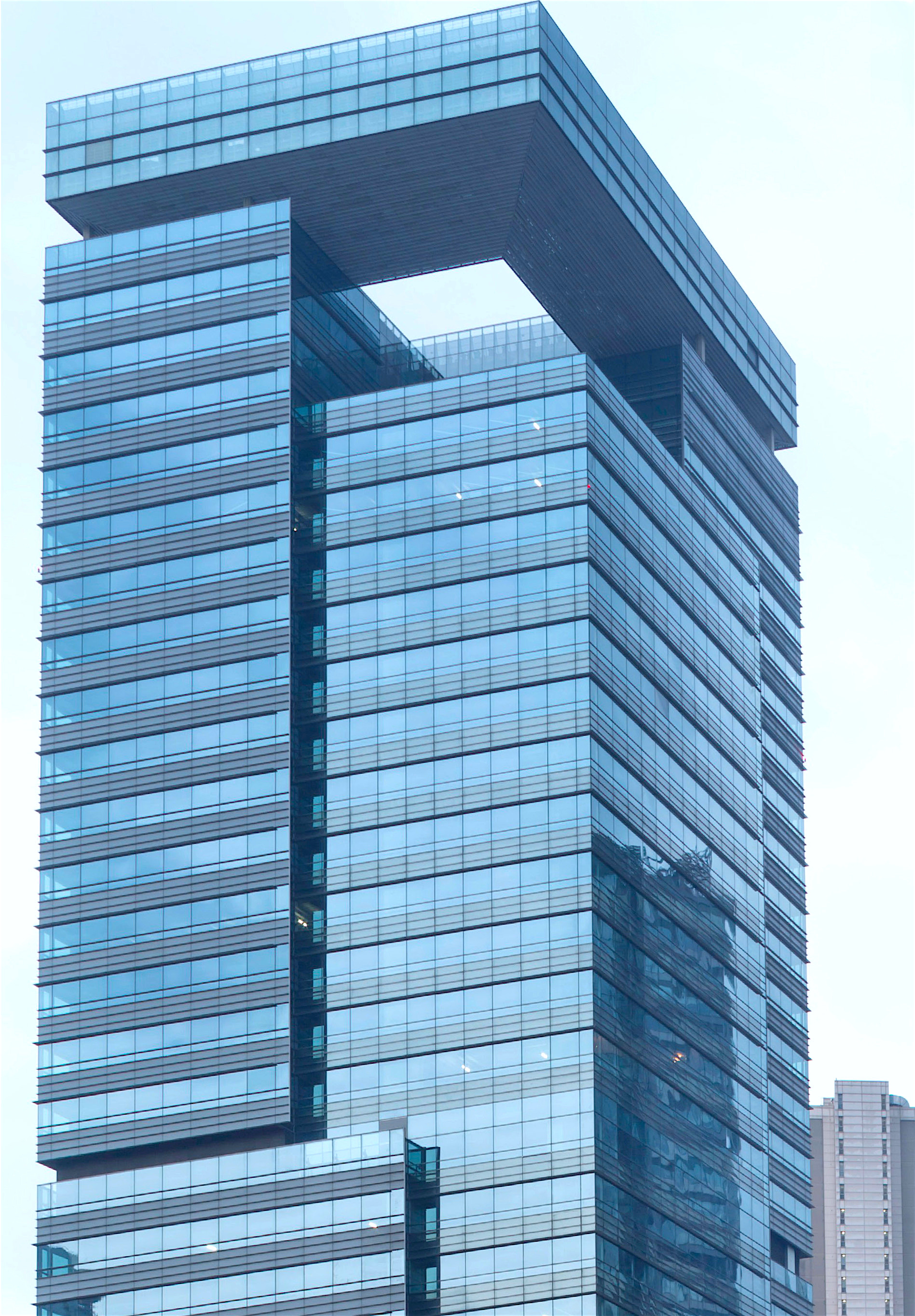
新開発銀行の本部を置く上海の東方匯経中心

新開発銀行（しんかいはつぎんこう、英語: New Development Bank）は、BRICSの5か国（ブラジル、ロシア、インド、中国、南アフリカ）が設立した国際開発金融機関である。本部は中国の上海。BRICS開発銀行とも呼ばれる。
新開発銀行は、世界銀行や国際通貨基金（IMF）の代替を目指す。中国が主導し設立したアジアインフラ投資銀行（AIIB）とは、ホットラインを開設するなど共存を図る。

## 歴史
新開発銀行の設立は、2013年3月27日に南アフリカのダーバンで開かれた第5回BRICS首脳会議において、BRICSの首脳たちにより合意された。名称はインド首相のナレンドラ・モディの考案とされる。
ブラジルのフォルタレザで開かれた第6回BRICS首脳会議の初日にあたる2014年7月15日、1,000億ドルの資本金を持つ新開発銀行の設立と、同じく1,000億ドルにのぼる外貨準備基金の設立を記した文書にBRICSの首脳らが署名した。この2つの枠組みは、欧米主導の融資制度とドル通貨の影響力に対抗するものである。BRICS間の輸出信用機関の協力を記した文書、およびイノベーションにおける協力に関する合意についても署名が行なわれた。
新開発銀行の本部は中国の上海に設置され、最初の総裁はインドから、最初の取締役会長はブラジルから、最初の理事会会長はロシアから選ばれることが決まった。2015年5月11日、インドのICICI銀行とインフォシスで会長だったK・V・カマートが初代総裁に就任した。
2016年7月12日、人民元建て債券で初の起債を行って環境事業に融資する「グリーンボンド」を発表し、中国工商銀行など中国の国営銀行やHSBCなど外資系、邦銀では三菱東京UFJ銀行が引受することになった。
2023年3月24日、新開発銀行の総裁に初の女性総裁として、元ブラジル大統領のジルマ・ルセフが就任した。2025年3月24日、任期を5年間延長したことを発表した。

## 加盟国
| 国名             | 加盟年 | BRICS加盟 |
| ---------------- | ------ | --------- |
| ブラジル         | 2015年 | Yes       |
| ロシア           | 2015年 | Yes       |
| インド           | 2015年 | Yes       |
| 中国             | 2015年 | Yes       |
| 南アフリカ共和国 | 2015年 | Yes       |
| バングラデシュ   | 2021年 | No        |
| アラブ首長国連邦 | 2021年 | Yes       |
| ウルグアイ       | 2021年 | No        |
| エジプト         | 2021年 | Yes       |
| アルジェリア     | 2024年 | No        |
| コロンビア       | 2025年 | No        |
| ウズベキスタン   | 2025年 | No        |

## 組織と目標

### 開発資本

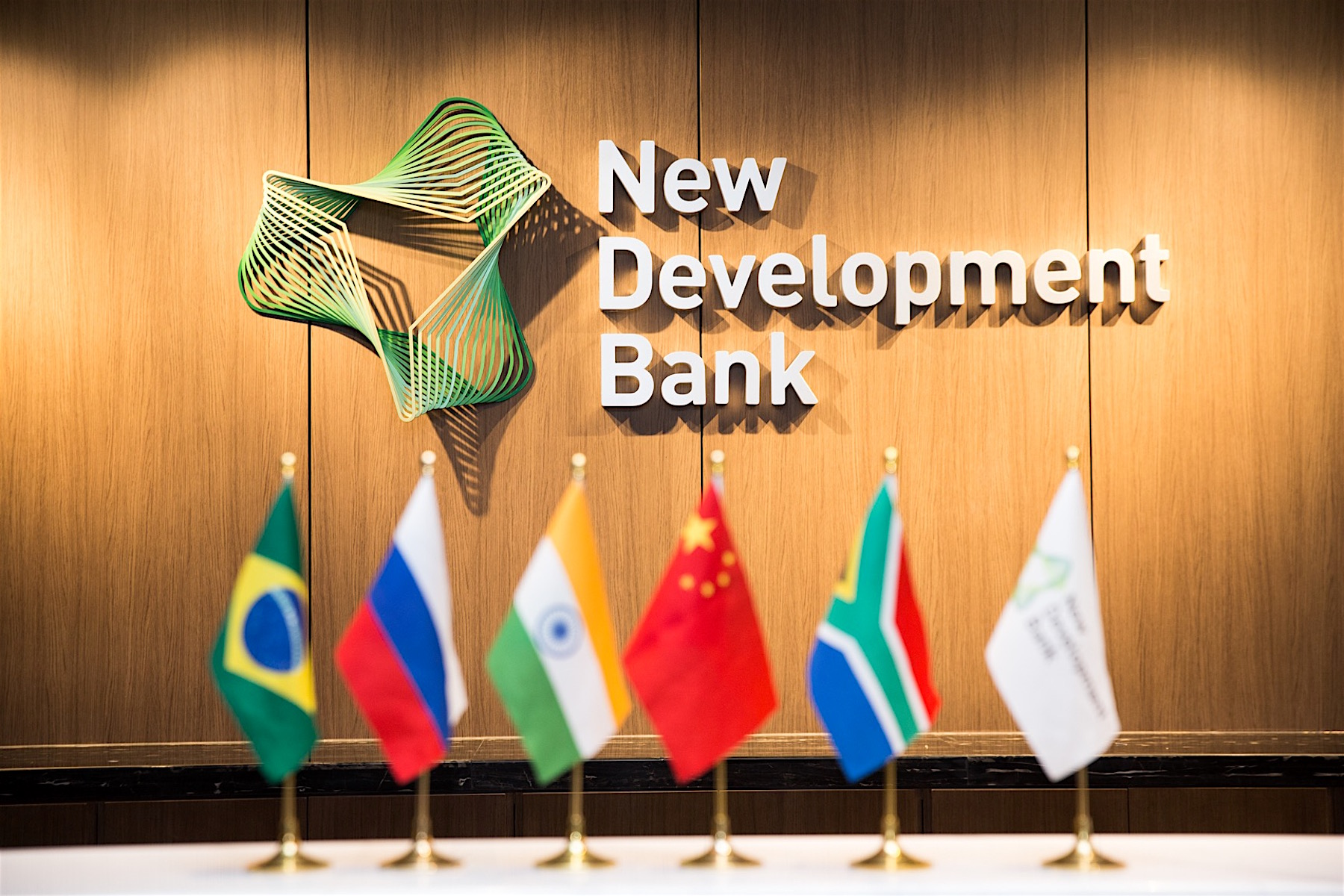
新開発銀行のロゴ

この銀行の融資で第一に重視されるのがインフラ計画への融資であり、認可された融資額の上限は1年あたり340億ドルとする。南アフリカは「新開発銀行アフリカ地域センター」という名称で、新開発銀行のアフリカ本部になっている。この銀行は500億ドルの資本金で開始し、将来は1,000億ドルまで増資する。
最初の500億ドルは、ブラジル、ロシア、インド、中国、南アフリカの各国が100億ドルずつ拠出して集める。いずれの国も他の4か国すべての同意なくして資本金の割合を増やすことはできず、この制約はインドが最も強く要求したものである。この銀行は他国の新規加入を認めるが、BRICS原加盟国の出資比率が55%を下回ることはない。

### 外貨準備基金
この準備金の目的は、国際金融市場の流動性圧力に対する備えを提供することにある。これは、参加国の自国通貨が国際的な金融逼迫の悪影響を受けている場合の通貨問題に関わるものである。その役割から「小規模版IMF」と呼ばれている。外貨準備基金は、アメリカがその拡張主義的通貨政策を止めた結果として経済的ボラティリティをこうむるであろう他の国々に対し、援助を提供することにもなる。
外貨準備基金は払込資本による100億ドルを含み、さらに要請によって支払われる追加の400億ドルが加わる。初期の計1,000億ドルの資本金のうち、中国が410億ドル、ブラジル、ロシア、インドがそれぞれ180億ドル、南アフリカが50億ドルを提供する。他国の新規参加も認めるが、BRICS原加盟国の出資比率が55%を下回ることはない。法的根拠は、2014年7月15日に署名された「BRICSコンティンジェント・リザーブ・アレンジメントの設立に関する条約」によって形成されている。

### 加盟国拡大
新開発銀行は運営と意思決定能力に過度な負担をかけない様に、加盟国は徐々に拡大する戦略をとっており、2020年まではBRICS原加盟国のみで運営していた。2021年9月、バングラデシュ、アラブ首長国連邦、ウルグアイの3か国が加盟した。同年12月にはエジプトも加盟した。2023年7月、アルジェリアが新開発銀行に15億ドルを出資し、株主になることを要請した。2024年9月、アルジェリアは正式に新開発銀行に加盟した。2025年7月、コロンビアとウズベキスタンが正式に加盟した。

## 歴代総裁一覧
| 代 | 氏名               | 国籍     | 就任日        | 退任日        | 期間        |
| -- | ------------------ | -------- | ------------- | ------------- | ----------- |
| 1  | K・V・カマート     | インド   | 2015年5月11日 | 2020年5月27日 | 5年 + 16日  |
| 2  | マルコス・トロイホ | ブラジル | 2020年5月27日 | 2023年3月24日 | 2年 + 301日 |
| 3  | ジルマ・ルセフ     | ブラジル | 2023年3月24日 | 在任中        | 2年 + 136日 |